# 一部請求
一部請求（いちぶせいきゅう）とは、数量的に可分な債権につき、民事訴訟において一度に全額は請求せず、まずその一部を請求することである。民事訴訟法（学）の用語の一つ。

## 問題の所在
最初の一部請求が認められることに問題はない。しかし、続く残部請求が認められるか、またどのような要件で認められるかが法学上争われている。
実体法上、債権を分割して行使することは債権者の自由である。また、裁判所に納付する訴訟費用（訴額が大きくなるにつれ高額になる）などの観点から、実際の損害額を下回る訴額で訴訟を起こしてみる、いわゆる試験訴訟の必要性が指摘される。しかし一方で、一部請求を許して再度残額の請求を認めるとすれば、裁判所の審理が重複して訴訟経済に反するし、被告としては何度も訴えられて応訴しなければならないことになる。そこで、一部請求（に続く残部請求）を認めるべきか、また認めるとすればどのような要件で認めるべきかが問題となるのである。

## 学説
学説は、大別すると、以下の3説に分かれる。まず、一部請求（に続く残部請求）を全面的に肯定する見解がある。実体法との調和、及び訴訟物の設定を原告の自由とする民事訴訟法246条が根拠とされる。一方で、一部請求（に続く残部請求）を全面的に否定する見解もある。これは紛争の一回的解決を重視するもので、新訴訟物理論の支持者の一部が主張している。残るは、一定の要件を満たす場合のみ一部請求（に続く残部請求）を認める見解である。

## 主な判例
判例は一般に、原告が一部請求である旨を明示した場合には残部請求を認め、一部請求であることを明示しなかった場合には残部請求を認めない（最判昭和37年8月10日民集16巻8号1720p、最判昭和32年6月7日民集11巻6号948p）。
しかし判例は一方で、最判平成10年6月12日民集52巻4号1147pにおいて、一部請求で敗訴した原告の再訴は、特段の事情のない限り信義則に反して許されないとした。

## 一部請求に関連する問題

### 後発後遺症と一部請求
交通事故などの訴訟で、判決確定後に後発後遺症が判明する、ということがままある。この場合判決は確定していても再訴を認めるべきだとの見解が定説となっている。問題はその理論構成である。この点、最初の請求を一時請求、後発後遺症についての後訴を残部請求として構成して認める見解がある。判例は、確定判決後の事情変更などのケースでも、一部請求の理論を借用している。しかし、一部請求理論は、原告が全額請求しようと思えば請求できた場合に限定すべきだとの見解も有力である。

### 一部請求と時効中断
一般に裁判で債権を請求すると時効中断の効力が生じるが、一部請求の場合はどの範囲に時効中断効が生じるかが問題となる。判例では、明示的な一部請求においては請求された一部についてのみ時効中断効が生じるとされる（最判昭和34年2月20日民集14巻2号209頁）。明示された一部のみが訴訟物と捉えれば理論的には明快であるが、残部の再訴を許すという判例の傾向とは緊張関係にあって批判も強い。

### 一部請求と過失相殺
損害賠償請求において、原告側にも原因がある場合、過失相殺が行われて損害額の一部が控除されて請求が認容されることが多い。一部請求の訴訟において過失相殺が行われる場合には、裁判所はどのように過失相殺を行うべきかについても争いがある。
1000万円の債権のうち700万円を一部請求したが、3割（全体として300万円）の過失相殺を行うというケースを例に挙げて説明する。考え方は3通りあるとされる。まず、請求されていない300万円の方から優先的に過失相殺を行い、結果として700万円の請求どおり認容する見解（外側説）がある。次に、請求されている700万円の方から優先的に過失相殺を行い、結果として400万円の認容とする見解（内側説）がある。さらに、請求されている700万円に対して3割の減額を行い、490万円の認容とする見解（按分説）がある。
判例は、最判昭和48年4月5日民集27巻3号419頁において外側説を採用した。過失相殺がありうることも慮って一部請求することもありうることを考えれば妥当な結論とも言えるが、一部請求では請求されたその一部だけが訴訟物であるとする判例理論と整合しにくいという指摘がある。

### 一部請求訴訟における残部債権による相殺
二重起訴の禁止の項で述べることとする。